# 1671 w literaturze
Wydarzenia literackie w 1671 roku.

## Nowe poezje
- polskie
- zagraniczne 
  - John Milton, Raj odzyskany